# Marmeleiro (Paraná)
Marmeleiro ist ein brasilianisches Munizip im Südwesten des Bundesstaats Paraná. Es hat 15.901 Einwohner (2022), die sich Marmeleirenser nennen. Seine Fläche beträgt 388 km². Es liegt 654 Meter über dem Meeresspiegel.

## Etymologie
Marmeleiro ist der portugiesische Name des Quittenbaums. Dieser kommt im Tal des Flusses, an dem der Ort gegründet wurde, reichlich vor, so dass der Fluss nach diesem Baum benannt wurde. Ende 1958 entstand die Idee der Gründung eines Munizips. Es sollte den Namen des Flusses bekommen.

## Geschichte

### Besiedlung
Die ersten Bewohner dieser Region waren Kaingang, die sich in verschiedene Stämme unterteilten, darunter die Votorões, Dorins und Camés. Viele Expeditionen aus São Paulo durchquerten dieses Gebiet, um mehr über den südlichen Teil der Provinz São Paulo zu erfahren.
Bis 1915 lebten in dieser Gegend nur Indianer und Heiden (portugiesisch: Bugres), danach ließen sich auch einige Siedler in dem Weiler nieder, wie die Familie von Hormino Carneiro Lobo mit seiner Frau Maria Angélica do Espírito Santo und ihren Kindern. Die Besiedlung erreichte ihren Höhepunkt erst nach 1940, als ein großer Zustrom von Einwanderern zumeist aus Rio Grande do Sul, Santa Catarina und den umliegenden Gebieten kam.
Aufgrund der Besiedlung und des Fortschritts von Marmeleiro wurde 1946 und 1947 die Straße von Pato Branco zum Rio Marrecas (heutige BR-280) von der Colônia Agrícola Nacional General Osório (CANGO) gebaut.

### Erhebung zum Munizip
Marmeleiro wurde durch das Staatsgesetz Nr. 4245 vom 25. Juli 1960 aus Francisco Beltrão ausgegliedert und in den Rang eines Munizips erhoben. Es wurde am 25. November 1961 als Munizip installiert.

## Geografie

### Fläche und Lage
Marmeleiro liegt auf dem Terceiro Planalto Paranaense (der Dritten oder Guarapuava-Hochebene von Paraná). Seine Fläche beträgt 388 km². Es liegt auf einer Höhe von 654 Metern.

### Vegetation
Das Biom von Marmeleiro ist Mata Atlântica.

### Klima
Das Klima ist gemäßigt warm. Es werden hohe Niederschlagsmengen verzeichnet (2037 mm pro Jahr). Im Jahresdurchschnitt liegt die Temperatur bei 19,3 °C. Die Klimaklassifikation nach Köppen und Geiger lautet Cfa.

### Gewässer
Marmeleiro liegt im Einzugsgebiet des Iguaçu. Der Rio Marrecas bildet zusammen mit seinem linken Quellfluss Rio São Roque die westliche Grenze des Munizips. Mehrere Flüsse fließen zu ihm, zum Beispiel der Arroio Mandurin, der Rio da Escola, der Rio Frio oder der Rio Verde. Im Osten wird das Munizip vom Rio Marmeleiro begrenzt. Zu ihm fließen der Rio Lombari und der Rio das Derrubadas. Im Süden reicht das Munizip bis zur Wasserscheide zwischen Iguaçu und Rio Uruguay auf der Serra da Fartura, die die Grenze Paranás zu Santa Catarina bildet.

### Straßen
Marmeleiro liegt an der PRC-280 (Teilstrecke der BR-280) zwischen der argentinischen Grenze bei Barracão / Dionísio Cerqueira (SC) und Pato Branco. Diese kreuzt sich im Kernort mit der PR-180 von Francisco Beltrão nach Campo Erê (SC).
Marmeleiro wird manchmal auch Passarela do Sudoeste (deutsch: Brücke des Südwestens) genannt. Denn es ist ein Verkehrsknotenpunkt, über den alle Wege in Richtung Argentinien, Santa Catarina und in den Westen Paranás führen.

### Nachbarmunizipien
|                      | Francisco Beltrão                           |            |
|                      | Kompassrose, die auf Nachbargemeinden zeigt | Renascença |
| Flor da Serra do Sul | Campo Erê (Santa Catarina)                  |            |

## Stadtverwaltung
Bürgermeister: Paulo Jair Pilati, MDB (2021–2024)
Vizebürgermeister: Giovani Tolotti, PSL (2021–2024)

## Demografie

### Bevölkerungsentwicklung
| Jahr | Einwohner | Stadt | Land |
| ---- | --------- | ----- | ---- |
| 1970 | 12.651    | 16 %  | 84 % |
| 1980 | 14.388    | 23 %  | 77 % |
| 1991 | 17.113    | 34 %  | 66 % |
| 2000 | 13.665    | 52 %  | 48 % |
| 2010 | 13.900    | 63 %  | 37 % |
| 2022 | 15.901    |       |      |

Quelle: IBGE (2011) und Volkszählung 2022

### Ethnische Zusammensetzung
| Gruppe * | 1991    | 2000    | 2010    | wer sich als …                                                                   |
| --- | ------- | ------- | ------- | -------------------------------------------------------------------------------- |
| Weiße | 78,5 %  | 75,7 %  | 71,3 %  | weiß bezeichnet                                                                  |
| Schwarze | 3,2 %   | 1,3 %   | 1,5 %   | schwarz bezeichnet                                                               |
| Gelbe | 0,1 %   | 0,0 %   | 0,8 %   | von fernöstlicher Herkunft wie japanisch, chinesisch, koreanisch etc. bezeichnet |
| Braune | 18,2 %  | 22,7 %  | 26,2 %  | braun oder als Mischung aus mehreren Gruppen bezeichnet                          |
| Indigene | 0,0 %   | 0,1 %   | 0,1 %   | Ureinwohner oder Indio bezeichnet                                                |
| ohne Angabe | 0,0 %   | 0,2 %   | 0,0 %   |                                                                                  |
| Gesamt | 100,0 % | 100,0 % | 100,0 % |                                                                                  |
| *) Das IBGE verwendet für Volkszählungen ausschließlich diese fünf Gruppen. Es verzichtet bewusst auf Erläuterungen. Die Zugehörigkeit wird vom Einwohner selbst festgelegt. |         |         |         |                                                                                  |

Quelle: IBGE (Stand: 1991, 2000 und 2010)

## Wirtschaft

### Wirtschaftliche Schwerpunkte
Die Wirtschaft von Marmeleiro ist strikt auf Landwirtschaft und Viehzucht ausgerichtet. Die meisten Unternehmen und Industrien in der Gemeinde betätigen sich mit Erzeugung, Veredelung und Handel von Agrarprodukten.
In der Industrie stechen folgende Tätigkeiten hervor: Aluminium, Metallurgie, Konfektion, Autobatterien, Kunststoff, Holz und Möbelherstellung.
Im Handel sind der Einzelhandel und der Verkehrssektor ebenfalls wichtige Arbeitgeber: An- und Verkauf von Fahrzeugen, Tankstellen, Reparaturwerkstätten, technischer Kundendienst und Handelsvertretungen.

### Kennzahlen
Mit einem Bruttoinlandsprodukt pro Einwohner von 29.585,51 R$ bzw. rund 6.600 € lag Marmeleiro 2019 auf dem 187. Platz der 399 Munizipien Paranás.
Sein hoher Index der menschlichen Entwicklung von 0,722 (2010) setzte es auf den 115. Platz der paranaischen Munizipien.